# Kurvenschlepplift
Kurvenschlepplifte sind Skilifte, die auf ihrem Streckenverlauf eine oder mehrere Kurven passieren, um Hindernissen auszuweichen. Dies ist aufgrund der Bauweise der Gehänge mit komplizierten Konstruktionen verbunden.

## Lifte nach dem System Constam

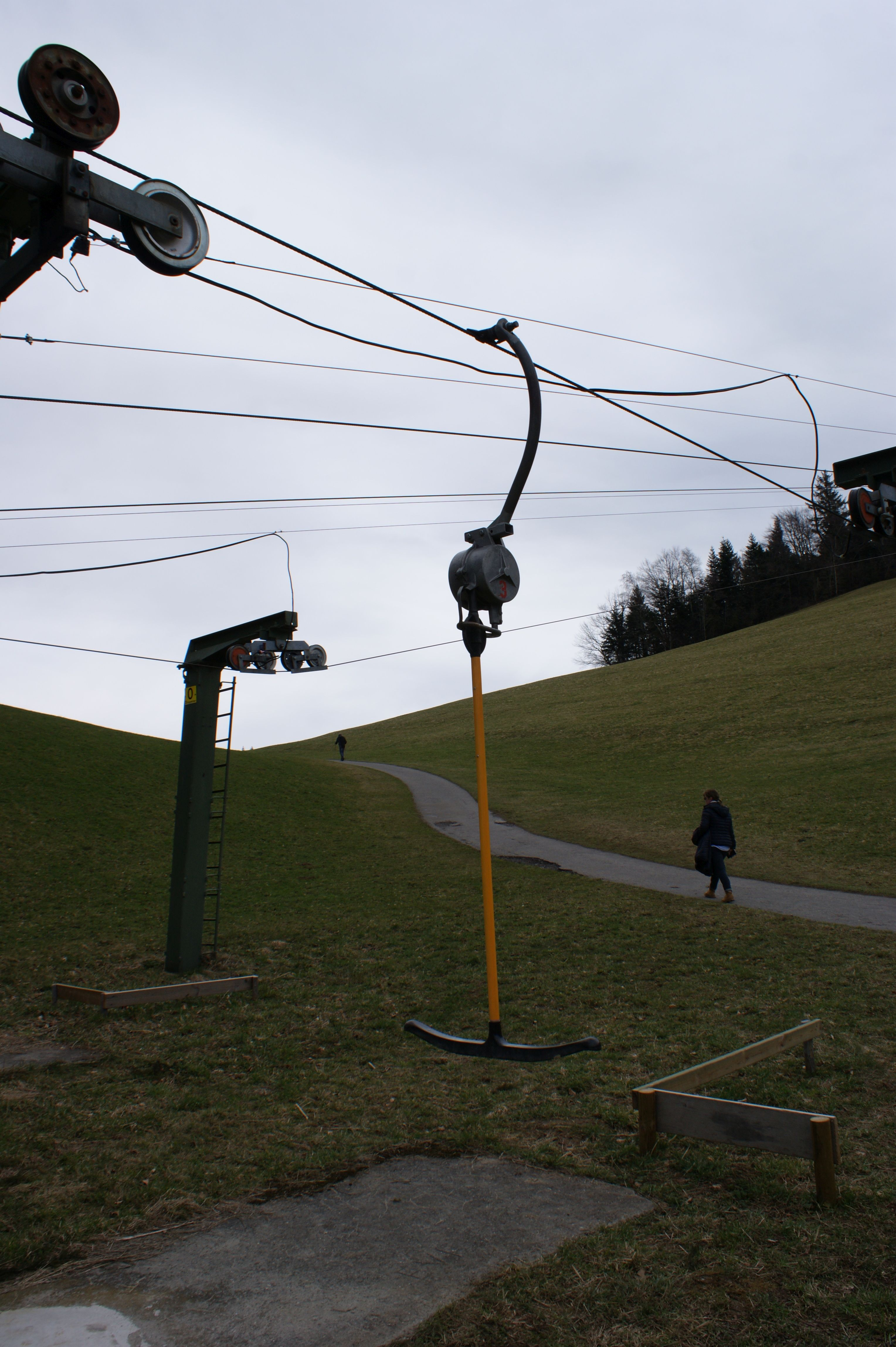
Das Gehänge eines Schlepplifts

Bei Schleppliften nach dem verbreiten System von Ernst Constam greift der Gehängearm nicht von unten, sondern von der Seite an die Seilklemme. Deshalb können Umlenkscheiben, wie sie für Kurven nötig sind, nur befahren werden, wenn diese sich auf der dem Gehängearm abgewandten Seite befinden. Bei paralleler Seilführung müssten in der Kurve allerdings sowohl das talfahrende als auch das bergfahrende Seil abgelenkt werden, sodass bei einem von beiden eine Umlenkscheibe auf der Außenseite nötig wäre, wo sich auch der Ansatz der Gehängearme befindet.

### Schräg gestellte Rollen
Die einfachste Möglichkeit, eine Kurve zu befahren, ist es, die Rollen einer Stütze leicht schräg zu stellen. Damit ist allerdings nur sehr geringe Ablenkung möglich.
Eine Weiterentwicklung dieses Systems macht auch kleinere Radien möglich, indem eine größere Anzahl von abwechselnd eingesetzten Tragrollen und Niederhalterollen genutzt wird, von denen jede das Seil jeweils nur um wenige Winkelgrad ablenkt.

### Dreieckslift

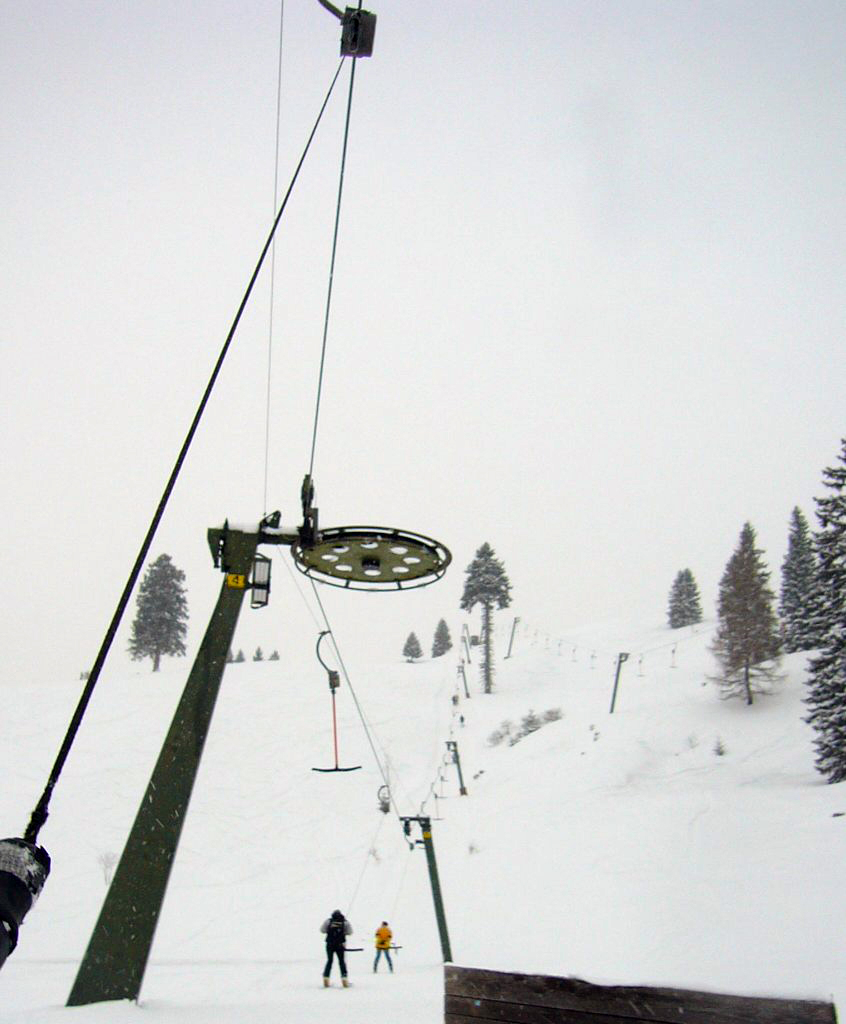
Polygonlift; links eine Umlenkscheibe des bergfahrenden Seiles, hinten rechts in einiger Entfernung das talfahrende Seil.

Größere Radien befahren kann ein Dreieckslift, eine Idee von Ernst Constam. Dabei befährt das bergfahrende Seil eine gewöhnliche Umlenkscheibe auf der Innenseite, während das talfahrende Seil auf einer separaten Trasse ohne Umlenkungen geführt wird. Auf der Talfahrt kann es ohne Umlenkung in großer Höhe über Hindernisse hinweg geführt werden, weil auf der Talfahrt keine Passagiere gezogen werden. Weil seine Seilführung oft – nämlich dann, wenn er genau eine Kurve hat – ein Dreieck bildet, wird er Dreieckslift genannt, es sind aber auch Konstruktionen mit mehreren Kurven möglich, die entsprechend Vier- oder Fünfecklift genannt werden. Dieses System kommt z. B. beim Hochbrandlift in Ehrwald zum Einsatz.
Da Berg- und Talfahrt nicht parallel verlaufen, wird an Tal- und Bergstation das Seil um weniger als 180° umgelenkt, was die Abspannung des Seiles komplizierter macht. Gewöhnlich bewegt sich die Umlenkscheibe nach vorne und hinten, um das Seil stets gespannt zu halten. Wenn nun berg- und talfahrendes Seil aber nicht mehr genau parallel zueinander stehen, würde das Seil aus den Führungsrollen bei der Umlenkscheibe springen, wenn diese eine größere Bewegung vollzieht. Daher kommen in der Spannstation drei Umlenkscheiben zum Einsatz, von denen nur die mittlere beweglich ist. Die anderen beiden halten das Seil stets in der gleichen Position und verhindern die Entgleisung des Seils. Bis heute ist dieses Prinzip weit verbreitet. Da mehr Stützen benötigt werden als gewöhnlich, ist der Materialaufwand höher.

### Zwirbelkurve

Schematische Darstellung einer Zwirbelkurve. Das bergwärts führende Seil ist grün, das in Talrichtung magenta.

Die Zwirbelkurve ermöglicht eine parallele Seilführung von Berg- und Talfahrt. Während das bergfahrende Seil durch eine gewöhnliche Umlenkscheibe innenseitig abgelenkt wird, wird in Talrichtung die entsprechende Ablenkung an der Außenseite durch die Ablenkung an der Innenseite um den entsprechenden Ergänzungswinkel plus 180 Grad vollzogen, das Seil also in einer Schleife geführt. Dafür sind mindestens zwei weitere Umlenkscheiben notwendig. Da das talfahrende Seil dabei die eigene Bahn und die der Bergrichtung kreuzt, muss es deutlich in die Höhe geführt werden, um zu verhindern, dass sich die herunterhängenden Anker am darunter verlaufenden Seil verhaken. Auch dieses System ist relativ weit verbreitet und wird heute noch angewandt.

### Bachmannkurve
Die Bachmannkurve – auch nach dem Hersteller Baco-Kurve genannt – nutzt eine spezielle Umlenkscheibe, die von Gehängen auch befahren werden kann, wenn sie sich auf der Außenseite befindet. Diese Umlenkscheibe lenkt das Seil mithilfe von Nocken ab. Passiert ein Gehänge die Umlenkscheibe, so werden diese Nocken nach oben gedrückt und die Außenseite des Seils kann befahren werden. Dafür sind spezielle Gehänge nötig. Dieses System lässt Kurven in verschiedene Richtungen an einem einzelnen Lift zu.

## Andere Liftsysteme

### Zweiseillift
Der Zweiseilschlepplift umgeht das Problem der seitlich angebrachten Gehänge, indem er nicht eines, sondern zwei Seile hat. Diese werden parallel, waagerecht nebeneinander geführt, der Gehängearm greift dazwischen, sodass Trage- und Niederhalterollen problemlos befahren werden können. In den Kurven und an den Umlenkscheiben von Tal- und Bergstation werden die Seile schräg gestellt und stehen senkrecht übereinander. Die Seile werden dabei so gedreht, dass der Gehängearm von außen greift und Kurven in alle Richtungen befahren werden können. Da Seile und Rollenbatterien doppelt vorhanden sein müssen, ist der Herstellungsaufwand höher als bei anderen Schleppliften.
Heute steht nur noch ein einziger solcher Zweiseilschlepplift, nämlich der Hohstocklift an der Belalp in der Schweiz.

### Schlepplift mit inmittierter Seilführung
Ähnlich wie der Zweiseilschlepplift umgeht auch der Schlepplift mit inmittierter Seilführung das Problem der seitlich angebrachten Gehänge. Hier greift der Gehängearm senkrecht von unten an das Seil. So können Kurven in alle Richtungen befahren werden, ebenso wie Niederhaltestützen, das Problem stellen die Tragestützen dar. Hier werden je zwei angewinkelt aufgehängte Rollenbatterien genutzt, auf jeder Seite des Seiles eine. Neben der uneingeschränkten Kurvengängigkeit ist die sehr sichere Seilführung an den Tragestützen ein Vorteil, allerdings sind wie beim Zweiseilschlepplift die Wartungskosten höher als bei herkömmlichen Schleppliften.
Der einzige noch in Betrieb befindliche Lift steht auf der Schweizer Engstligenalp, allerdings ohne Kurve.

## Kombinationen verschiedener Kurvensysteme
Selten werden mehrere Kurvensysteme bei einem Lift verwendet. Der (inzwischen ersetzte) Skilift Totalp im Schweizer Davos etwa war ein Polygonlift, dessen talfahrendes Seil per Zwirbelkurve nochmals abgelenkt wurde.

## Heutige Situation
Da Schlepplifte – vor allem in den Alpen – oftmals durch Sesselbahnen ersetzt werden, werden auch immer mehr Kurvenschlepplifte ersetzt. Selten werden noch neue Kurvenlifte gebaut, zuletzt etwa der Lift Cuolm da Vi in Disentis in der Schweiz mit Baujahr 2019
.